# Sisomycyna
Sisomycyna (łac. sisomicinum) – wielofunkcyjny organiczny związek chemiczny, bakteriobójczy antybiotyk aminoglikozydowy, produkt fermentacji Micromonospora inyonensis.

## Mechanizm działania
Sisomycyna jest antybiotykiem bakteriobójczym z grupy amiglikozydów, produktem fermentacji Micromonospora inyonensis. Sisomycyna hamuję syntezę białek bakteryjnych poprzez nieodwracalne wiązanie się z podjednostką 30s i 50s rybosomu. 

## Zastosowanie
Zakażenia u dorosłych i dzieci spowodowane enterokokami (Enterococcus), gronkowcami (Staphylococcus) i Stenotrophomonas maltophilia oraz zewnętrznie w leczeniu zmian ropnych na skórze.
W 2016 roku sisomycyna nie była dopuszczona do obrotu w Polsce.

## Działania niepożądane
Sisomycyna może powodować następujące działania niepożądane:
- nefrotoksyczność,
- ototoksyczność,
- neurotoksyczność (neuropatia, splątanie, letarg, omamy, drgawki, depresja oddechowa).